# 昆西 (佛罗里达州)
昆西（英語：Quincy），是美国佛罗里达州加茲登縣下属的一座城市。建立于1828年。面积约为19.7平方公里（约合7.6平方英里）。根据2010年美国人口普查，该市有人口7,098人。论人口在本州排行第183。